# André Egu
André Egu est un homme politique français, né le 12 juillet 1929 à Rennes et mort le 19 août 2016 à Concarneau.

## Biographie
Négociant en vin de profession, André Egu est élu sénateur d'Ille-et-Vilaine le 26 septembre 1989. Il rejoint après son élection le groupe de l'Union Centriste. En 1998, il décide de ne pas briguer un second mandat. Il fut notamment membre de la commission des affaires culturelles.
André Egu fut maire de Retiers de 1977 à 1995. Bernard Papin lui succèdera à la tête de la municipalité.
Il fut au cœur du projet de 4 voies Rennes Angers passant par Retiers et Martigné-Ferchaud.

## Mandats électoraux
- Maire de Retiers de 1977 à 1995[1].
- Conseiller général du canton de Retiers de 1973 à 1992.
- Sénateur d'Ille-et-Vilaine de 1989 à 1998.
- Créateur de l'association des anciens maires et adjoints d'Ille-et-Vilaine qu'il préside de 1977 à 1995.
- Créateur en 1996 de l'association des anciens maires et adjoints, qu'il préside jusqu'en 2011 et dont la devise est " Servir encore".